# Max Frammelsberger
Max Frammelsberger (* 16. November 1880 in Plattling; † 16. Januar 1944 in Berlin-Moabit), bürgerlich Maximilian Frammelsberger, war ein deutscher römisch-katholischer Priester.

## Leben
Max Frammelsberger wurde 1880 als Sohn eines Zimmermanns in Plattling geboren und wuchs gemeinsam mit einem Bruder auf. Er besuchte das Gymnasium in Straubing und legte dort das Abitur ab. Anschließend trat er in das Priesterseminar Regensburg ein und studierte dort Theologie. Am 4. Juni 1905 empfing er im Regensburger Dom die Priesterweihe durch Bischof Ignatius von Senestrey. Zunächst wurde der junge Priester als Kooperator in Walderbach eingesetzt. Ab 1909 war er als Pfarrer in Pondorf, Straubing–St. Jakob, Steinach, Rattiszell, Geigant und Heiligenbrunn tätig. Ende September 1928 wurde er an seine endgültige Wirkungsstätte nach Oberglaim versetzt. Etwa um dieselbe Zeit stieg er in der Bayerischen Volkspartei zum Funktionär auf, was im Dritten Reich als Verbrechen galt.
Als Frammelsberger im September 1933 in einer Predigt angeblich den nationalsozialistischen Präsidenten der Kreisbauernschaft beleidigte, wurde er im KZ Dachau für zwei Wochen in „Schutzhaft“ genommen. Spätestens seit einer Predigt am 13. Juni 1936, in der er die Mitteilungen des NS-Regimes über Sittlichkeitsverbrechen durch Geistliche und Ordensleute als „eine ganz erbärmliche Lüge“ verurteilte, wurde er von der Gestapo bespitzelt und im Januar 1938 erneut inhaftiert. Aufgrund der allgemeinen Amnestie vom 30. April 1938 stellte die Oberstaatsanwaltschaft München I das Verfahren gegen ihn jedoch ein.
Nach Ausbruch des Zweiten Weltkriegs geriet Frammelsberger wegen regimekritischer Formulierungen in Feldpostbriefen erneut ins Visier der Gestapo. Nachdem er in einem seiner Briefe die Hoffnung ausgedrückt hatte, der Krieg möge so ausgehen, „dass der bissige, hinterhältige Kampf gegen das Christentum bei uns aufhört“, untersagte ihm das Ordinariat in Regensburg auf Betreiben des NS-Regimes am 4. Dezember 1939 jeden weiteren Briefwechsel an die Front. Frammelsberger hielt sich jedoch nicht an das Verbot. Am 11. November 1943 wurde wieder ein regimekritischer Feldpostbrief von der Gestapo abgefangen. Noch am selben Tag wurde Frammelsberger festgenommen. Nach einem kurzen Gefängnisaufenthalt in Regensburg wurde er in das berüchtigte Strafgefängnis Plötzensee bei Berlin verlegt, wo er menschenunwürdigen Verhören unterzogen wurde und katastrophalen Haftbedingungen ausgesetzt war. Nur zwei Tage nach seiner Einlieferung in das Gefängniskrankenhaus Berlin-Moabit verstarb er am 16. Januar 1944 aufgrund völliger Erschöpfung. Er wurde morgens vor seinem Bett in Gebetshaltung kniend aufgefunden. Nach der Freigabe seines Leichnams wurde er am 28. Januar 1944 in Oberglaim begraben. Das Grab am dortigen Friedhof wird bis heute von der Dorfbevölkerung liebevoll gepflegt. Später wurde Frammelsberger von Papst Johannes Paul II. in die Liste der Märtyrer des 20. Jahrhunderts aufgenommen.

## Gedenkstätte
Seit 1989 befindet sich in der ehemaligen Seelenkapelle auf dem Kirchenfriedhof in Oberglaim ein Andachtsraum zum Gedenken an den ehemaligen Pfarrer Max Frammelsberger. Jährlich um seinen Todestag, den 16. Januar, findet in der Pfarrkirche Mariä Himmelfahrt in Oberglaim ein Gedenkgottesdienst mit anschließendem Gebet an seinem Grab statt.
Die Römisch-katholische Kirche in Deutschland hat Maximilian Frammelsberger als Märtyrer aus der Zeit des Nationalsozialismus in das deutsche Martyrologium des 20. Jahrhunderts aufgenommen.